# Cirrostratussky
Cirrostratusskyer er højtliggende skylag uden tydelige strukturer. Solen kan nemt ses gennem skyerne, og på grund af de sekskantede iskrystaller - som skyen består af - kan der ofte dannes en hel eller en delvis halo - hvilket er en ring omkring solen. I sig selv giver de ikke nedbør, men de er ofte et varsel om at der er udbredt regn på vej.
| Artikelstump | Spire Denne meteorologi eller vejr-relaterede artikel er en spire som bør udbygges. Du er velkommen til at hjælpe Wikipedia ved at udvide den. |